# Ospedale del Brolo
L'ospedale del Brolo è uno storico ospedale di Milano.
Venne istituito nel 1158 dall'unione di due ospedali: l'ospedale di San Barnaba in Brolo, fondato nel 1145 da Goffredo da Bussero e l'ospedale di Santo Stefano alla ruota. L'ospedale sorgeva nei pressi dell'attuale chiesa di Santo Stefano, all'esterno della cerchia delle mura romane ma entro la cerchia dei Navigli.
L'ospedale è citato da Bonvesin de la Riva ne Le grandezze di Milano dove viene descritto come il più grande fra gli ospedali della città e del suburbio.
L'ospedale era finanziato dalla donazioni dei milanesi, fra le più cospicue quelle di Bernabò Visconti che il 22 marzo 1359 donò all'ospedale diversi terreni dell'area di Lodi e Cremona con relativi privilegi comprendenti la riscossione delle decime.
Dopo la nascita, nel 1456, dell'Ospedale Maggiore, l'ospedale del Brolo perse la propria importanza e venne chiuso nel XVII secolo.